# Skutare
Skutare (bułg. Скутаре) – wieś w południowej Bułgarii, w obwodzie Płowdiw, w gminie Marica.
Ośrodek przemysłu włókienniczego w tym regionie. Miejscowość znajdująca się 9 km od Płowdiwu